# روبرت دونكان ويلموت
روبرت دونكان ويلموت هو سياسي كندي، ولد في 16 أكتوبر 1809 في فريدريكتون في كندا، وتوفي في 13 فبراير 1891 في Sunbury County, New Brunswick ‏ في كندا. نشط حزبياً في حزب كندا المحافظ.

## مناصب
- انتخب mayor of Saint John ‏ (1849 – 1850).
- انتخب رئيس مجلس الشيوخ [الإنجليزية]‏ (7 نوفمبر 1878 – 10 فبراير 1880).
- انتخب عضو مجلس الشيوخ الكندي ‏.
- انتخب Lieutenant Governor of New Brunswick [الإنجليزية]‏.